# Wadym Rabinowycz

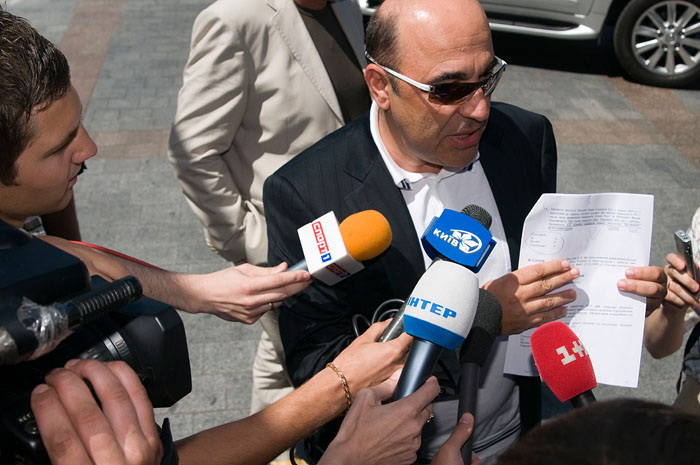
Rabinowycz w trakcie udzielania wywiadu w 2009

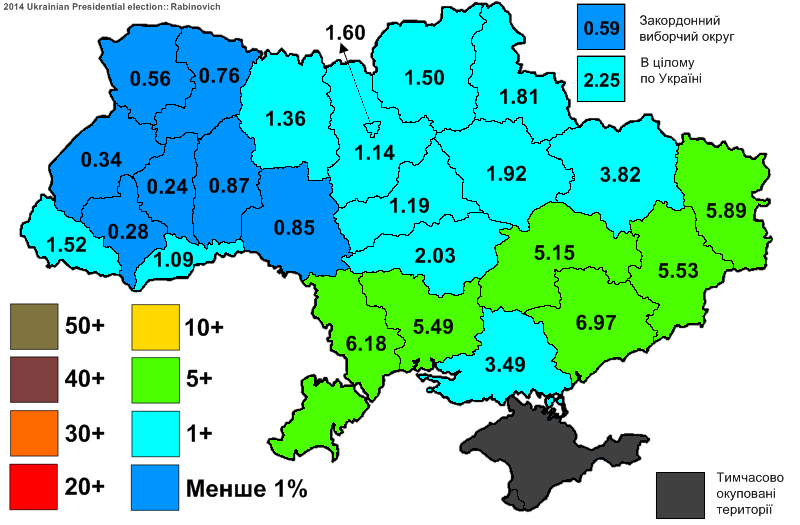
Poparcie dla Rabinowycza w poszczególnych regionach Ukrainy podczas wyborów prezydenckich w 2014

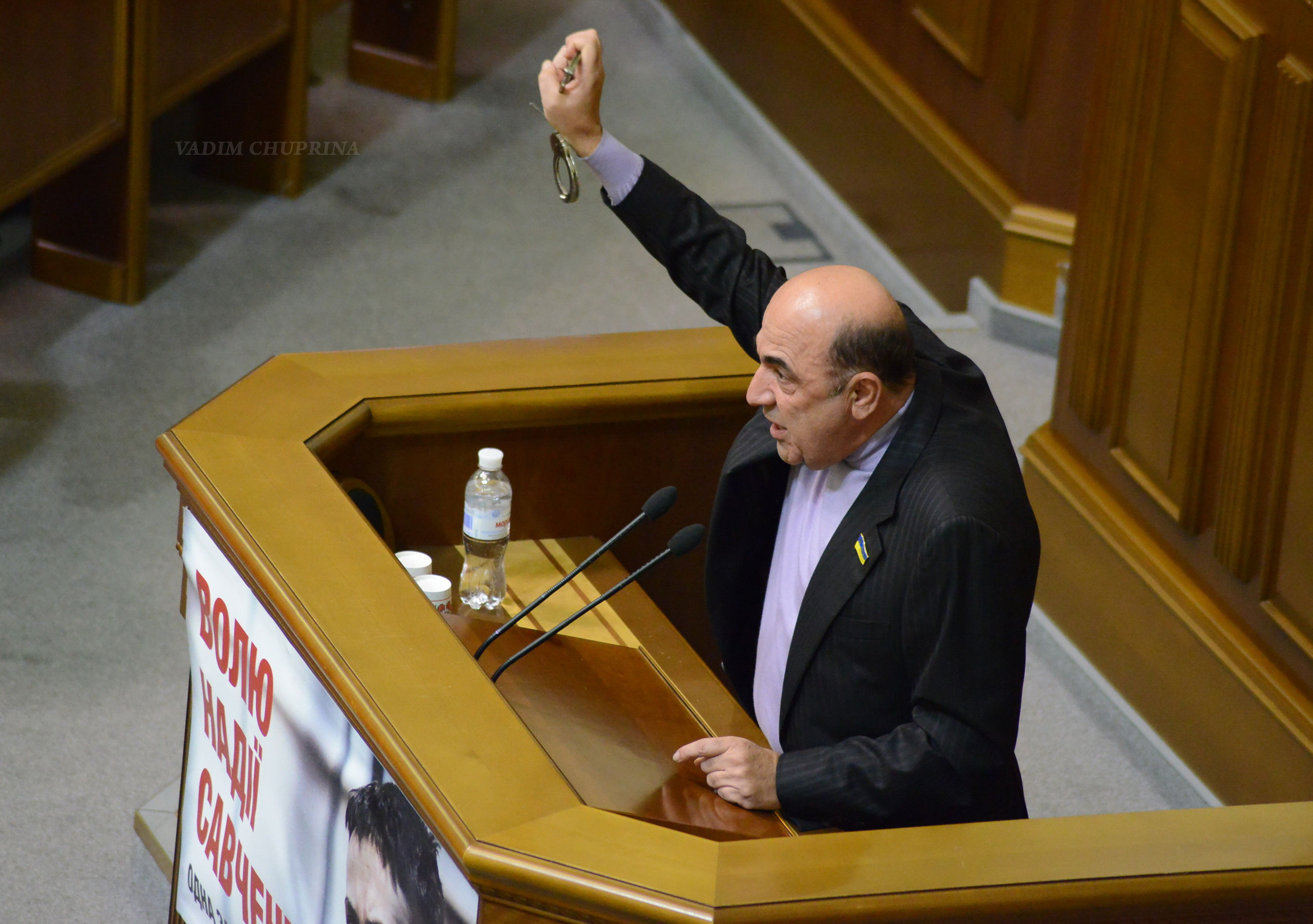
Wadym Rabinowycz przemawiający w Radzie Najwyższej Ukrainy w 2016

Wadym Zinowijowycz Rabinowycz (ukr. Вадим Зіновійович Рабінович, hebr. ודים רבינוביץ'; ur. 4 sierpnia 1953 w Charkowie) – ukraiński polityk, biznesmen, filantrop i działacz sportowy pochodzenia żydowskiego. Od 2007 do 2013 prezes klubu piłkarskiego Arsenał Kijów. Od 2018 jeden z liderów Opozycyjnej Platformy – Za Życie (drugiej co do wielkości poparcia ukraińskiej siły politycznej). Deputowany do Rady Najwyższej Ukrainy VIII i IX kadencji. Od 1997 przewodniczący Wszechukraińskiego Kongresu Żydów. Kandydat na urząd prezydenta Ukrainy w wyborach w 2014. Posiada obywatelstwo ukraińskie i izraelskie.

## Życiorys
W 1970 rozpoczął studia w Charkowskim Instytucie Autodrogowym, ale nie ukończył. W 1974 został skreślony za amoralne zachowanie. W latach 1975–1977 odbywał służbę wojskową. W 1980 został aresztowany za kradzież państwowego majątku w dużych rozmiarach, ale był po 9 miesiącach zwolniony. Na początku 1982 ponownie aresztowany z tego samego powodu, a 10 lutego 1984 został skazany na 14 lat więzienia w łagrze z konfiskacją majątku. Według różnych danych został zwolniony w 1990 lub w 1991.
Na początku lat 90. XX wieku zrzekł się ukraińskiego obywatelstwa i wyemigrował do Izraela. W 1995 cofnięto mu wizę do Stanów Zjednoczonych, podobno z powodu jego powiązań z handlarzami bronią.
24 czerwca 1999 Służba Bezpieczeństwa Ukrainy zakazała mu wjazdu na teren Ukrainy przez okres pięciu lat, ale już w 29 lipca tego samego roku zakaz ten został dla Rabinowycza zniesiony.
Jako działacz sportowy latem 2007 zaangażował się w pracę w kijowskim klubie Arsenał Kijów, kupując go od miejskich władz. W styczniu 2009 sprzedał go synowi mera Kijowa Stepanowi Czernoweckiemu, aby móc startować w wyborach Prezydenta Premier Ligi. Jednak nie udało się zająć stanowiska i w lipcu 2009 z powrotem wykupił klub i został jego właścicielem i honorowym prezesem. W 1997 został przewodniczącym Ogólnoukraińskiego Kongresu Żydowskiego, na założenie którego przeznaczył 1 mln dolarów amerykańskich. 5 kwietnia 1999 na pierwszym założycielskim zebraniu Zjednoczonej Żydowskiej Wspólnoty Ukrainy został wybrany jej przewodniczącym.
W 1999 został naturalizowanym obywatelem Izraela. Rabinowycz przekaz ogromne fundusze na renowację Synagogi Hurwa w Jerozolimie. W uznaniu działalności filantropijnej, jego imieniem nazwano jeden z placów na jerozolimskim Starym Mieście.
W marcu 2013 przeżył prawdopodobny zamach na swoje życie, materiał wybuchowy został wrzucony do jego samochodu w pobliżu kijowskiej stacji metra Kłowśka. W wyborach prezydenckich w 2014 wystartował jako kandydat niezależny. Otrzymał 406 301 głosów, co dało mu 2,25% poparcia. W przeprowadzonych w tym samym roku wyborach parlamentarnych uzyskał mandat do Rady Najwyższej Ukrainy z listy Bloku Opozycyjnego. W lipcu 2016 zawiesił swoje członkostwo w tej partii i utworzył nowe ugrupowanie o nazwie Za Życie. Nie opuścił natomiast parlamentarnej frakcji Bloku Opozycyjnego.
15 listopada 2018 zapowiedział, że nie weźmie udziału w wyborach prezydenckich w 2019. W wyborach parlamentarnych w 2019 ponownie uzyskał mandat deputowanego do ukraińskiego parlamentu, tym razem z listy Opozycyjnej Platformy – Za Życie (której to od grudnia 2018 jest współprzewodniczącym).
W 2018 Narodowe Biuro Antykorupcyjne Ukrainy wszczęło przeciwko Rabinowyczowi dochodzenie, zarzucając mu nielegalne wzbogacanie się i fałszowanie zeznań podatkowych. W listopadzie 2022 został pozbawiony mandatu poselskiego.

## Ordery i odznaczenia
- Order „Za zasługi” II klasy (2009, odebrane w 2024)[15][16]
- Order „Za zasługi” III klasy (2009, odebrane w 2024)[15][16]

## Majątek i działalność biznesowa
Prowadzi działalność biznesową w branży informacyjnej i reklamowej. Pod koniec 1991 razem z Andrijem Aleszynem założył firmę "Pinta". Jesienią 1993 został przedstawicielem austriackiej firmy "Nordex". W 1995 w Genewie założył przedsiębiorstwo Osteks AG, a w 1996 – firmę RICO (Rabinowycz I COmpany), która później otrzymała nazwę RC-Group. W 1998 roku założył wydawnictwo «CN — Столичные новости». W 1999 majątek Wadyma Rabinowycza szacowano na 1 mld dolarów amerykańskich.
W 2000 założył holding Media International Group (MIG), do której weszło również wydawnictwo «CN — Столичные новости».

## Poglądy polityczne
Rabinowycz powiada się za niezaangażowanym statusem Ukrainy, reformą administracyjną i głęboką decentralizacją z maksymalnymi uprawnieniami dla administracji regionalnych. Zaproponował także przeprowadzenie referendum w sprawie zniesienia urzędu prezydenta Ukrainy oraz wprowadzenia nowej konstytucji.

## Życie prywatne
Żonaty, wychowuje troje dzieci.